# Ferran Garcia-Oliver
Ferran Garcia-Oliver Garcia (Beniopa, 1957) és un historiador i escriptor valencià, doctor en Història i catedràtic d'Història Medieval a la Universitat de València. Actualment també és membre del consell de redacció de la revista L'Espill.
Ha publicat una novel·la i llibres de no ficció. L'any 2003 va publicar el llibre La vall de les sis mesquites, estudi sobre el treball i la vida a la Valldigna medieval. Amb el dietari escrit entre el 2004 i el 2005 El vaixell de Genseric, ha guanyat el Premi Carles Rahola d'assaig, 2006. L'any 2015 va guanyar el 44 Premi Octubre, en la modalitat d'assaig Premi Joan Fuster, amb el llibre Nació, ancestres i ADN, després publicat amb el nom Valencians sense ADN. Relats dels orígens. El 2020 va guanyar el IV Premi Carmelina Sánchez-Cutillas de novel·la i prosa creativa amb el llibre La bèstia en què cavalquem (editat per Aila Edicions, 2020). L'any 2023 va guanyar el 52 Premi Octubre Andròmina de Narrativa amb el llibre La dansa de l'atzar.